# Astragalus heterodontus
Astragalus heterodontus är en ärtväxtart som beskrevs av Antonina Georgievna Borissova. Astragalus heterodontus ingår i släktet vedlar, och familjen ärtväxter. Inga underarter finns listade i Catalogue of Life.